# ステーションクリエイト愛媛
株式会社ステーションクリエイト愛媛（ステーションクリエイトえひめ、英: Station Create Ehime Co., Ltd.）は、かつて存在した愛媛県に本社を置く四国旅客鉄道（JR四国）のグループ企業で、JR四国愛媛県管内において、飲食・物販、店舗・事務所、駐車場などの管理運営、損害保険代理店業等を行っていた日本の会社である。
2022年10月1日にJR四国ステーション開発株式会社（同日付で株式会社ステーションクリエイト東四国から商号変更）に合併され、同社松山支店となる。

## 主な事業
- 直営店運営事業
  - 蕎麦・つみ草料理「下芳我邸」
  - アントステラ（洋菓子）
  - うどん「かけはし」
  - 喜多方ラーメン「麺小町」松山店・今治店
  - カレーショップ「デリー」
- 貸テナント業
- その他
  - 駐車場経営及びコインロッカー賃貸
  - 保険代理業